# VER-3323
VER-3323 je lek koji deluje kao selektivni agonist  i  serotoninskih receptora, sa umerenom selektivnošću za , i relativno niskim afinitetom za . U životinjskim studijama je utvrđeno da je on potentan anoreksik .

## Literatura
1. ↑  Knight AR, Misra A, Quirk K, Benwell K, Revell D, Kennett G, Bickerdike M (2004). „Pharmacological characterisation of the agonist radioligand binding site of 5-HT(2A), 5-HT(2B) and 5-HT(2C) receptors”. Naunyn-Schmiedeberg's Archives of Pharmacology. 370 (2): 114—23. PMID 15322733. doi:10.1007/s00210-004-0951-4.
2. ↑  Halford JC, Harrold JA, Lawton CL, Blundell JE (2005). „Serotonin (5-HT) drugs: effects on appetite expression and use for the treatment of obesity”. Current Drug Targets. 6 (2): 201—13. PMID 15777190.
3. ↑  Schuhler S, Clark A, Joseph W, Patel A, Lehnen K, Stratford E, Horan TL, Fone KC, Ebling FJ (2005). „Involvement of 5-HT receptors in the regulation of food intake in Siberian hamsters”. Journal of Neuroendocrinology. 17 (5): 276—85. PMID 15869562. doi:10.1111/j.1365-2826.2005.01303.x.
4. ↑  Song J, Hanniford D, Doucette C, Graham E, Poole MF, Ting A, Sherf B, Harrington J, Brunden K, Stricker-Krongrad A (2005). „Development of homogeneous high-affinity agonist binding assays for 5-HT2 receptor subtypes”. Assay and Drug Development Technologies. 3 (6): 649—59. PMID 16438660. doi:10.1089/adt.2005.3.649.

## Spoljašnje veze
|  | Molimo Vas, obratite pažnju na važno upozorenje u vezi sa temama iz oblasti medicine (zdravlja). |